# アールズ・コート・エキシビション・センター
アールズ・コート・エキシビション・センター（Earls Court Exhibition Centre）は、かつてロンドンケンジントン&チェルシー王立区アールズ・コートにあった屋内展示場兼アリーナである。敷地の一部はハマースミス・アンド・フラム区にも及んでいた。

## 概要
1937年に落成。2010年まで毎年、ブリット・アワード授賞式がおこなわれた。
また、五輪の会場として1948年大会と、2012年大会（バレーボール競技）で用いられた。コンサートやプロレス、ボクシングの会場としても使用されている。
2011年、ミス・ワールド決勝が行われる。
隣接するアールズ・コート・ツー、オリンピアとともにアールズ・コート・オリンピア・リミテッドが所有・運営していた。
アリーナは2014年12月13日に閉鎖。2016年までにアールズ・コート・ツーも含め建物はすべて解体された。